# Protection (Kansas)

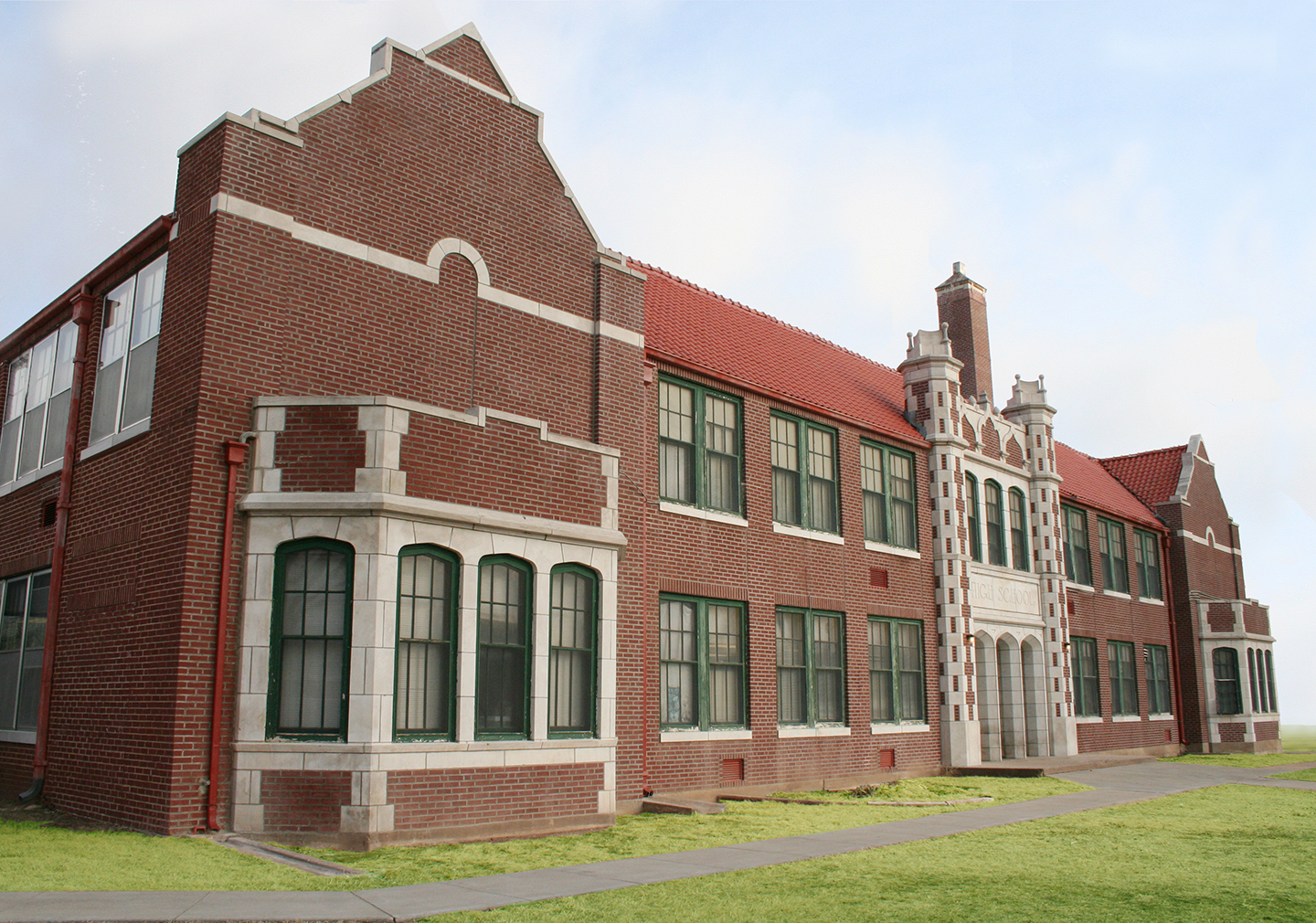
A város középiskolája

Protection város az Amerikai Egyesült Államok Kansas államában, Comanche megyében. Lakosainak száma 498 fő (2020. április 1.).

## Népesség
A település népességének változása:

| 2010 | 514 |
| 2020 | 498 |